# Todo lo que un hombre debe saber
Todo lo que un hombre debe saber (título original MANswers) es un programa de televisión nocturno en España, que se estrenó el 19 de septiembre de 2007 en Spike .
El programa está producido por SuperDelicious, una empresa de producción de realities de Estados Unidos. Sus productores ejecutivos son Kyle Danielson the Third, Adam Cohen, Cara Tapper, Joanna Vernetti, Akifumi Takuma y Michael Schelp. El programa alcanzó en su país natal una audiencia media de 1 100 000 (un millón cien mil) espectadores en su primer año de emisión en su segmento específico de audiencia.
En España, el programa se clasificó como No Recomendado para menores de 18 años, mientras que en Estados Unidos, varía de episodio en episodio.

## Formato
El contenido del programa consiste en un magacín que comenta preguntas hipotéticas que un hombre de 18 a 40 años puede plantearse. Suelen orientarse hacia ligar con mujeres y sobre sexualidad en general. Tiene un narrador que explica las respuestas. Estas suelen estar acompañadas de un estudio científico, por lo tanto el espectador puede aprender de lo comentado en el programa.

## Reparto
| Presentador      | Título original  | N.º de episodios | Fechas de emisión original |
| ---------------- | ---------------- | ---------------- | -------------------------- |
| Bobbi Billard    | Hot Teacher      | 31               | 2007–2010                  |
| Matt Short       | Narrator         | 29               | 2007–2010                  |
| Ward Roberts     | Varios           | 20               | 2008–2010                  |
| Heidi Shepherd   | Varios           | 20               | 2008–2010                  |
| Eric Martic      | Nightclub patron | 19               | 2007–2008                  |
| Destiny Monique  | Model            | 13               | 2007-2008                  |
| Bobby Quinn Rice | Couch Friend     | 1                | 2007                       |
| Luke Parish      | Cop              | 1                | 2007                       |
| Aaron Dissell    | Funny Pedestrian | 1                | 2011                       |

## Emisión en España
En España, Mediaset España adquirió los derechos para emitir el programa en su canal masculino Energy. Desde julio de 2012 se emite durante la madrugada de los jueves. 